# Championnat du Costa Rica de football 1934
Navigation
Saison précédente Saison suivante
La Primera División 1934 est la quatorzième édition de la première division costaricienne.
Lors de ce tournoi, le CS Herediano tente de conserver son titre de champion du Costa Rica face aux sept meilleurs clubs costariciens.
Chacun des huit clubs participant était confronté deux fois aux trois autres équipes de son groupe, puis les deux premiers se sont affrontés à la fin de la saison.

## Les 8 clubs participants
| \| San José: Gimnástica Española CS La Libertad CS México Alajuela: CD Alajuela Junior LD Alajuelense Alajuela AD Buenos Aires I San José CS Herediano I San José I San José Orión FC \| Localisation des clubs engagés dans le championnat. |
| San José: Gimnástica Española CS La Libertad CS México Alajuela: CD Alajuela Junior LD Alajuelense Alajuela AD Buenos Aires I San José CS Herediano I San José I San José Orión FC                                                           |

| Club                | Stade                        | Capacité          | Ville        |
| CD Alajuela Junior  | Stade inconnu                | Capacité inconnue | Alajuela     |
| LD Alajuelense      | Stade inconnu                | Capacité inconnue | Alajuela     |
| AD Buenos Aires     | Stade inconnu                | Capacité inconnue | Buenos Aires |
| Gimnástica Española | Stade inconnu                | Capacité inconnue | San José     |
| CS Herediano        | Stade inconnu                | Capacité inconnue | Heredia      |
| CS La Libertad      | Stade national du Costa Rica | 25 500            | San José     |
| CS México           | Stade inconnu                | Capacité inconnue | San José     |
| Orión FC            | Stade Lito Monge             | 27 500            | Curridabat   |

## Compétition
Les huit équipes affrontent à deux reprises les trois autres équipes de leur groupe selon un calendrier tiré aléatoirement. Les premiers de chaque groupe sont qualifiés pour la finale. 
Le classement est établi sur l'ancien barème de points (victoire à 2 points, match nul à 1, défaite à 0).
Le départage final se fait selon les critères suivants :
- Le nombre de points.
- Un match de départage.

### Classement
Les équipes du groupe A ayant toutes terminé ex æquo, une série de matchs supplémentaires a été jouée afin de les départager.
| Rang | Équipe              | Pts | J | G | N | P | Bp | Bc | Diff |
| ---- | ------------------- | --- | - | - | - | - | -- | -- | ---- |
| 1    | CS La Libertad      | 10  | 8 | 4 | 2 | 2 | 25 | 14 | +11  |
| 2    | CS Herediano (T)    | 8   | 8 | 4 | 0 | 4 | 21 | 18 | +3   |
| 3    | Gimnástica Española | 6   | 7 | 2 | 2 | 3 | 16 | 19 | -3   |
| 4    | AD Buenos Aires     | 6   | 7 | 2 | 2 | 3 | 13 | 24 | -11  |

| Légende : Qualifications et relégations | Légende : Qualifications et relégations |
| --------------------------------------- | --------------------------------------- |
|                                         | Qualifié pour la finale                 |
|                                         | (T) : Tenant du titre                   |

| Rang | Équipe             | Pts | J | G | N | P | Bp | Bc | Diff |
| ---- | ------------------ | --- | - | - | - | - | -- | -- | ---- |
| 1    | CD Alajuela Junior | 10  | 6 | 5 | 0 | 1 | 33 | 14 | +19  |
| 2    | LD Alajuelense     | 8   | 6 | 3 | 2 | 1 | 19 | 14 | +5   |
| 3    | Orión FC           | 6   | 6 | 2 | 2 | 2 | 24 | 14 | +10  |
| 4    | CS México          | 0   | 6 | 0 | 0 | 6 | 7  | 41 | -34  |

### Finale
| Club           | Score   | Club               | Commentaire |
| CS La Libertad | 1-1     | CD Alajuela Junior |             |
| CS La Libertad | 0-0     | CD Alajuela Junior | 1er Replay  |
| CS La Libertad | Forfait | CD Alajuela Junior | 2e Replay   |

## Bilan du tournoi
| Tableau d'Honneur |                |
| Compétition       | Vainqueur      |
| Primera División  | CS La Libertad |
| Copa Olímpica     | CS La Libertad |